# Independència estadística
En teoria de probabilitats, es diu que dos successos aleatoris són independents entre si quan la probabilitat de cadascun d'ells no està influïda perquè l'altre succés ocorri o no, és a dir, quan tots dos successos no estan correlacionats.

## Definició formal
Dos successos són independents si la probabilitat que ocorrin dos simultàniament és igual al producte de les probabilitats que ocorri cada un d'ells, és a dir, si {\displaystyle P(A\cap B)=P(A)P(B)}
Desenvolupament de la definició
Si {\displaystyle A} i {\displaystyle B} són dos successos tals que {\displaystyle P(B)>0}, intuïtivament A és independent de B si la probabilitat d'A condicionada per B és igual a la probabilitat d'A. És a dir, si:
{\displaystyle P(A|B)\ =\ P(A)}
De la mateixa definició de probabilitat condicionada:
{\displaystyle P(A\mid B)={\frac {P(A\cap B)}{P(B)}}.}
es dedueix que {\displaystyle P(A\cap B)\ =\ P(A\mid B)P(B),} i atès que {\displaystyle P(A|B)\ =\ P(A)} deduïm trivialment que {\displaystyle P(A\cap B)\ =\ P(A)P(B),}.
Si el succés A és independent del succés B, automàticament el succés B és independent d'A.

## Propietats
La independència de successos és una cosa molt important per a l'estadística i és condició necessària en multitud de teoremes. Per exemple, una de les primeres propietats que es deriva de la definició de successos independents és que si dos successos són independents entre si, la probabilitat de la intersecció és igual al producte de les probabilitats.